# Шербур (округ)
Округ Шербур (фр. Arrondissement de Cherbourg) — округ у Франції, в департаменті Манш. 2023 року округ об'єднував 144 муніципалітети, населення становило 186 773 особи.
Адміністративний центр (супрефектура) — Шербур-ан-Котантен.

## Муніципалітети
Список муніципалітетів округу та їхні коди INSEE:
1. Азевіль (50026)
2. Аннвіль-ан-Сер (50013)
3. Арденва (50230)
4. Барневіль-Картере (50031)
5. Барфлер (50030)
6. Безвіль-ла-Бастій (50052)
7. Бенвіль (50049)
8. Бенуавіль (50045)
9. Бінівіль (50055)
10. Бловіль (50059)
11. Бобіньї (50033)
12. Бревіль (50079)
13. Бреттвіль (50077)
14. Брийва (50086)
15. Брикебек-ан-Котантен (50082)
16. Брикебоск (50083)
17. Брі (50087)
18. Буттвіль (50070)
19. Валонь (50615)
20. Вальканвіль (50613)
21. Варувіль (50618)
22. Відковіль (50634)
23. Вік-сюр-Мер (50142)
24. Вірандевіль (50643)
25. Водревіль (50621)
26. Гаттвіль-ле-Фар (50196)
27. Гольвіль (50207)
28. Гоннвіль-Ле-Тей (50209)
29. Гровіль (50222)
30. Діговіль (50162)
31. Екоссвіль (50169)
32. Ельвіль (50240)
33. Емеве (50241)
34. Емондвіль (50172)
35. Еовіль (50238)
36. Ерудвіль (50175)
37. Етьянвіль (50177)
38. Євіль (50246)
39. Жоганвіль (50258)
40. Івето-Бокаж (50648)
41. Канвіль-ла-Рок (50097)
42. Кантелу (50096)
43. Карневіль (50101)
44. Каттвіль (50105)
45. Кетту (50417)
46. Кіневіль (50421)
47. Клітур (50135)
48. Коломбі (50138)
49. Кравіль (50150)
50. Кросвіль-сюр-Дув (50156)
51. Кувіль (50149)
52. Ла-Аг (50041)
53. Ла-Боннвіль (50064)
54. Ла-Е-д'Екто (50235)
55. Ла-Пернель (50395)
56. Ле-Ам (50227)
57. Ле-Ва (50619)
58. Ле-Вісель (50633)
59. Ле-Мені (50299)
60. Ле-Меніль-о-Валь (50305)
61. Ле-Муатьє-д'Аллонн (50332)
62. Ле-П'є (50402)
63. Ле-Розель (50442)
64. Л'Етан-Бертран (50176)
65. Летр (50268)
66. Льєвіль-сюр-Дув (50269)
67. Льєсен (50270)
68. Маньєвіль (50285)
69. Мартенва (50294)
70. Монтебур (50341)
71. Монтегю-ла-Бризетт (50335)
72. Монфарвіль (50342)
73. Мопертю-сюр-Мер (50296)
74. Морвіль (50360)
75. Невіль-ан-Бомон (50374)
76. Невіль-о-Плен (50373)
77. Негревіль (50369)
78. Неу (50370)
79. Нуенвіль (50382)
80. Одувіль-ла-Юбер (50021)
81. Озвіль (50390)
82. Октвіль-л'Авенель (50384)
83. Омвіль-Летр (50022)
84. Оргланд (50387)
85. Оттвіль-Бокаж (50233)
86. П'єррвіль (50401)
87. Піковіль (50400)
88. Пор-Бай-сюр-Мер (50412)
89. Ревіль (50433)
90. Реньєвіль-Бокаж (50430)
91. Ровіль-ла-Біго (50425)
92. Ровіль-ла-Плас (50426)
93. Рошвіль (50435)
94. Себевіль (50571)
95. Сен-Ва-ла-Уг (50562)
96. Сен-Жак-де-Неу (50486)
97. Сен-Жан-де-ла-Рив'єр (50490)
98. Сен-Жермен-де-Турнебю (50478)
99. Сен-Жермен-де-Варревіль (50479)
100. Сен-Жермен-ле-Гаяр (50480)
101. Сен-Жозеф (50498)
102. Сен-Жорж-де-ла-Рив'єр (50471)
103. Сен-Кристоф-дю-Фо (50454)
104. Сен-Маркуф (50507)
105. Сен-Мартен-д'Одувіль (50511)
106. Сен-Мартен-де-Варревіль (50517)
107. Сен-Мартен-ле-Греар (50519)
108. Сен-Морис-ан-Котантен (50522)
109. Сен-П'єрр-д'Артегліз (50536)
110. Сен-П'єрр-Егліз (50539)
111. Сен-Сір (50461)
112. Сен-Совер-ле-Віконт (50551)
113. Сен-Флосель (50467)
114. Сеновіль (50572)
115. Сент-Женев'єв (50469)
116. Сент-Коломб (50457)
117. Сент-Марі-дю-Мон (50509)
118. Сент-Мер-Егліз (50523)
119. Сідевіль (50575)
120. Сіувіль-Аг (50576)
121. Сортовіль (50578)
122. Сортовіль-ан-Бомон (50577)
123. Соссмені (50567)
124. Соттва (50579)
125. Соттвіль (50580)
126. Сюртенвіль (50585)
127. Тайп'є (50587)
128. Тамервіль (50588)
129. Тевіль (50596)
130. Тертевіль-Бокаж (50593)
131. Тертевіль-Аг (50594)
132. Токвіль (50598)
133. Толлева (50599)
134. Треовіль (50604)
135. Тюркевіль (50609)
136. Ферманвіль (50178)
137. Ф'єрвіль-ле-Мін (50183)
138. Фламанвіль (50184)
139. Флоттманвіль (50186)
140. Фонтене-сюр-Мер (50190)
141. Фревіль (50194)
142. Шербур-ан-Котантен (50129)
143. Юбервіль (50251)
144. Юрвіль (50610)